# 21269 Bechini
21269 Bechini (1996 LG) là một tiểu hành tinh vành đai chính được phát hiện ngày 6 tháng 6 năm 1996 bởi L. Tesi và A. Boattini ở San Marcello Pistoiese.